# Manipul (vojna jedinica)
Manipul (lat. manipulus: rukovet, svežanj). Starorimska vojna postrojba od 200 pješaka. Bila je to i trećina kohorte. Javlja se u doba Republike, nazvana je po svojem prvom znaku - svežnju stijena na motki. Manipul se dijelio na 2 centurije, svaka po 100 pješaka. Na čelu manipula bila su 2 centuriona (centurio prior i centurio posterior); manipul je imao svoj znak (signum) i bio je najvažnija taktička jedinica. U legiji je bilo 30 manipula do deset od svakog uzrasta boraca.